# 広島県道210号安芸幸崎停車場線
広島県道210号安芸幸崎停車場線（ひろしまけんどう210ごう あきさいざきていしゃじょうせん）は、広島県三原市を通る一般県道である。

## 概要
JR西日本呉線 安芸幸崎駅から国道185号交点を結ぶ。

### 路線データ
- 起点：三原市幸崎能地3丁目（JR西日本呉線 安芸幸崎駅前）
- 終点：三原市幸崎能地3丁目（国道185号交点）
- 総延長：508 m

## 路線状況
本路線には大型車通行禁止規制がしかれている。

## 地理

### 通過する自治体
- 三原市

### 交差する道路
| 交差する道路 | 交差する場所  | 交差する場所 |
| ------------ | ------------- | ------------ |
| 国道185号    | 幸崎能地3丁目 | 終点         |

### 交差する鉄道
- 呉線

### 沿線
- JR西日本呉線 安芸幸崎駅
- 三原市立幸崎小学校
- 三原市立幸崎中学校